# Patrick Luan
Patrick Luan dos Santos (* 31. Oktober 1998 in Sorocaba), bekannt als Patrick Luan, ist ein brasilianischer Fußballspieler.

## Karriere
Luan begann seine Laufbahn in der Jugend von Fluminense Rio de Janeiro in seinem Heimatland, bevor er zur Saison 2019/20 in die Schweiz zum Erstligisten FC Sion wechselte. Am 19. Juli 2019, dem 1. Spieltag, gab er beim 1:4 gegen den FC Basel sein Debüt in der erstklassigen Super League, als er in der Startelf stand. Bis Saisonende kam er zu 20 Einsätzen für die Sittener in der höchsten Schweizer Spielklasse, wobei er zwei Tore erzielte. Zudem spielte er zweimal im Schweizer Cup; der FC Sion schied schlussendlich im Halbfinale gegen den BSC Young Boys aus. 2020/21 bestritt er acht Partien in der Super League und ein Spiel im Schweizer Cup (zwei Tore). 
Im Februar 2021 wurde er an den Zweitligisten SC Kriens verliehen. Bis zum Ende der Saison absolvierte er zwölf Spiele in der zweitklassigen Challenge League, in denen er vier Tore schoss.
Im Sommer 2021 schloss er sich auf Leihbasis dem schwedischen Erstligisten Örebro SK an. In der Saison 2022/23 spielte er für den Schweizer Zweitligisten FC Schaffhausen und erzielte dort in 24 Ligapartien drei Treffer. Im Sommer 2023 wechselte er dann weiter zum FK Krumowgrad nach Bulgarien. Für den Erstligisten war er bis zum Januar 2025 aktiv und nach kurzer Vereinslosigkeit wechselte er im folgenden April zu dessen Ligarivalen Arda Kardschali.